# Івано-Франківський навчально-реабілітаційний центр

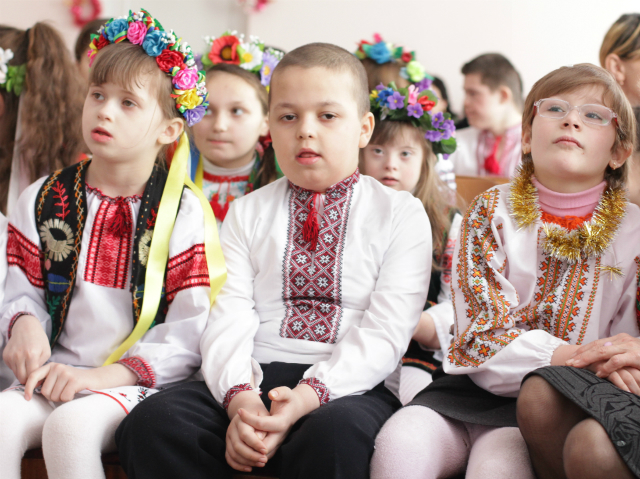
Вихованці НРЦ

Івано-Франківський навчально-реабілітаційний центр (НРЦ)  - це загальноосвітній навчальний заклад, 
метою діяльності якого є реалізація права на освіту дітей з особливими потребами, зумовленими складними вадами розвитку, їх інтеграція в суспільство шляхом здійснення комплексних реабілітаційних заходів, спрямованих на відновлення здоров’я, здобуття освіти відповідного рівня, розвиток та корекцію порушень. 

Розпочав роботу у 2000р. Центру також допомагають благодійники.

## Історія та передумови утворення НРЦ

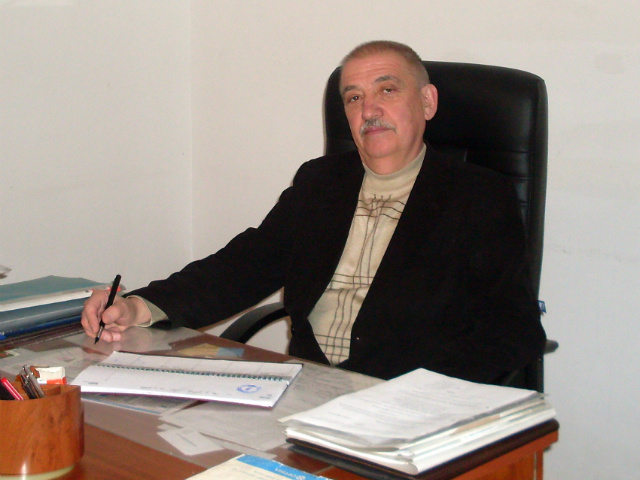
Перший директор НРЦ - Малюта Я.М.

У 1992 році в місті Івано-Франківську було створено допоміжну неповну середню школу-садок №1 для дітей з вадами інтелекту. Постала вона на базі дитячого садка з учнів 1-4 класів, які навчались в середній загальноосвітній школі-інтернаті №1.

У 1995 році було створено спеціальну школу-садок І ступеня для дітей з вадами опорно-рухового апарату.

У 1997 році з ініціативи батьків дітей-інвалідів почав функціонувати реабілітаційно-педагогічний центр в приміщенні дошкільного навчального закладу №15.

З метою покращення роботи з дітьми-інвалідами, створення цілісної системи їх реабілітації та підготовки до життя на базі вищезгаданих закладів рішенням Івано-Франківської міської ради 11 липня 2000 року утворено навчально-реабілітаційний центр (НРЦ).
Новостворений Центр розпочав свою роботу з 1 вересня 2000 року. Першим директором призначено директора допоміжної школи Малюту Ярослава Миколайовича.

## Структура НРЦ сьогодні

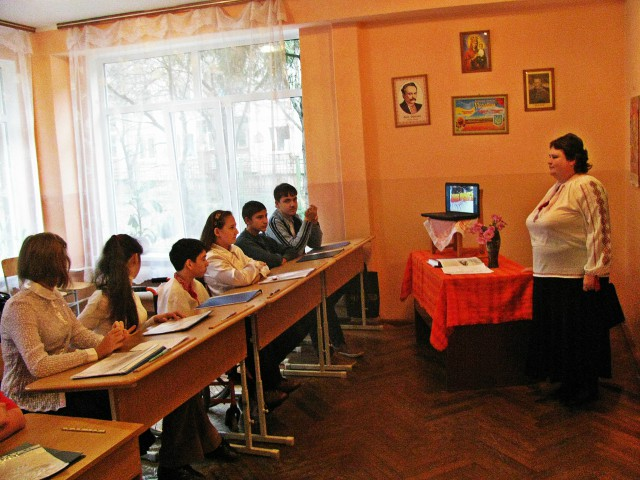
Урок біології

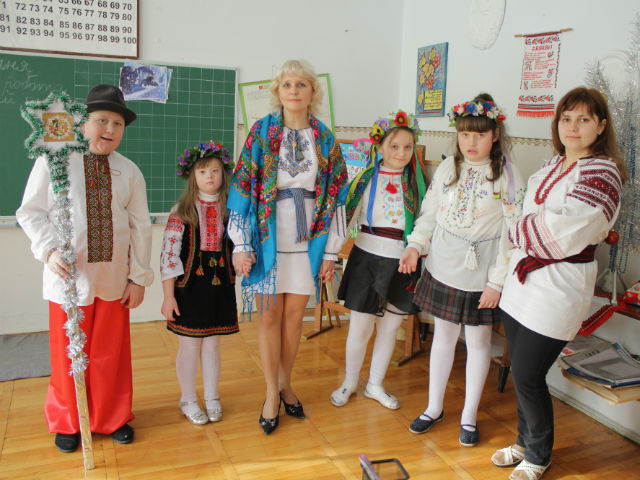
Різдвяні свята

Навчально-реабілітаційний центр включає в себе:
- спеціальну загальноосвітню школу  для дітей з вадами  інтелекту (тривалість навчання - 9 років, кількість учнів – 60-80);
- спеціальну  загальноосвітню школа для дітей з порушенням опорно-рухового апарату (термін навчання – 12 років, кількість учнів – 80-100);
- дошкільне  відділення (кількість вихованців – 30-40);
- відділення  реабілітації;
- соціально-психологічну службу.

У НРЦ працюють:
- адміністрація (директор, заступники з навчально-виховної роботи, заступник з реабілітаційної роботи, заступник з господарської роботи);
- педагогічні працівники (вчителі, вихователі дошкільних груп, вихователі груп продовженого дня, педагог-організатор, вихователь- методист, соціальний педагог, практичні психологи, логопеди, дефектологи, бібліотекар);
- медичні працівники (педіатри, фізіотерапевт, невролог, фізичний реабілітолог, інструктори ЛФК, масажисти, медсестри);
- обслуговчий персонал (помічники вихователів, водії, працівники кухні, соціальні працівники, робітники з обслуговування приміщень, прибиральниці).

## Мета роботи

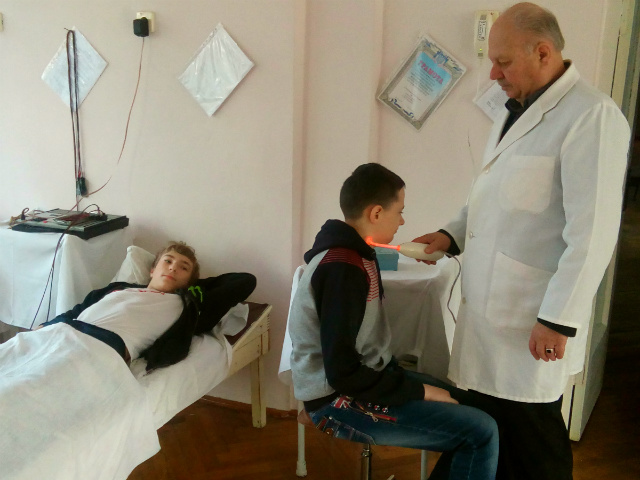
Фізіотерапевтичні процедури

Метою роботи навчально-реабілітаційного центру є здійснення комплексної психологічної,  педагогічної, медичної та фізичної реабілітації вихованців, досягнення  кожною дитиною максимально можливої корекції окремої чи комбінованих вад.

Шляхи реалізації мети:
- навчання вихованців за планами і програмами, які адаптовані до рівня їх розвитку і фізичних можливостей;
- проведення реабілітаційного процесу на основі індивідуальних планів реабілітації;
- створення максимально комфортних умов для відновлення і зміцнення здоров’я дітей;
- розробка і втілення в практику нових форм та методик навчально-виховного та реабілітаційного процесу;
- надання соціально-педагогічної та психологічної допомоги як дітям, так і сім’ям, в яких  вони виховуються.

## Реабілітація в НРЦ

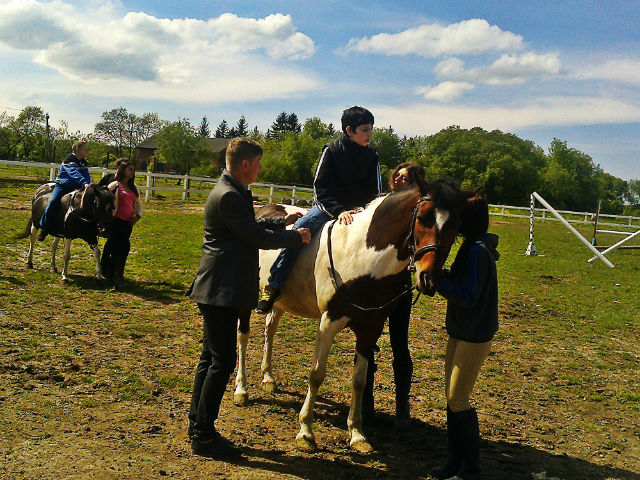
Іпотерапія

Напрямки реабілітаційної роботи: 
- корекційно–педагогічна робота;
- корекція мовленнєвого простору;
- медична реабілітація;
- фізична реабілітація;
- соціально-психологічна корекція.